# Ceppeda
La Ceppeda è una cascina nel comune lombardo di Ossago Lodigiano. Costituì un comune autonomo fino al 1866.

## Storia
La Ceppeda è una località rurale attestata sin dall'età medievale, da sempre parte del Contado di Lodi.
In età napoleonica (1809) Ceppeda fu aggregata al limitrofo comune di Ossago.
Recuperò l'autonomia con la costituzione del Regno Lombardo-Veneto (1816), e fu inserita nel distretto di Borghetto della provincia di Lodi e Crema.
All'Unità d'Italia (1861) il comune contava 200 abitanti. Nel 1866 il comune di Ceppeda fu aggregato definitivamente al comune di Ossago Lodigiano.